# Кратконоса кечига
Кратконоса кечига (лат. Acipenser nudiventris) је слатководна риба која уместо крљушти по телу има кошчате плочице, а припада фамилији Acipenseridae.
- Локални називи: сип
- Максимална дужина: од 23 до 29 cm. У Мађарској је нађена највећа, дужине 170 cm и тежине 32
- Максимална тежина: од 40 до 60
- Време мреста: од марта до маја

## Опис и грађа
Кечига кратконоса на телу има пет важнијих коштаних плочица. Оне су мање више издигнуте, шпицасте и оштре. Кожа између њих је без крљушти. Глава јој је издужена, а нос кратак. Испод носа су јој заокругљена уста са четири велика брка. Отвор уста је мали и узак, у облику цеви. Боја леђа је тамнобраон, сивобраон, браонжута или сивозелена, док су са стране знатно светлији. Стомак је сребрнастобеле боје, а пераја су зелена.
Кечига кратконоса је најнеразвијенија риба у Србији.

## Навике, станиште, распрострањеност
Живи у Црном и Каспијском мору. У водама Дунавског слива се ретко кад нађе. Последњи пут је нађен 1957. у доњем току Тисе. 
Кечига кратконоса се храни ларвама, раковима и осталим безкичмењацима.

## Размножавање
Кечига кратконоса у зависности од станишта, кечига може да се мрести три пута годишње, у пролеће, лето или у јесен. деловима реке. Женке се мресте на сваке две до три године. Икре су пречника 1,6 до 3mm, тежине 11 до 13 mg. После пет дана из икри се излеже млађ који после годину дана одлази ка мору. 
Кечига кратконоса дунавских вода мресте се од марта до маја у шљунковитим и песковитим станишту.